# Conclave del 1447
Il conclave del 1447 venne convocato a seguito della morte di papa Eugenio IV e si concluse con l'elezione del papa Niccolò V.

## Situazione generale
Anche se Eugenio IV morì il 28 febbraio i cardinali entrarono presto in conclave il 4 marzo, piuttosto che aspettare i nove giorni prescritti dall'Ubi periculum. Dei ventiquattro cardinali viventi, solo diciotto erano presenti a Roma per il conclave. Questo, come quello precedente che elesse Eugenio IV, si tenne nel dormitorio delle monache domenicane di Santa Maria sopra Minerva, anche se alcuni membri del Collegio cardinalizio avrebbero preferito trasferire la sede in Vaticano.
Molti baroni romani, tra cui si distingueva il prominente Giovanni Battista Savelli non ancora cardinale all'epoca del conclave, insistettero per un periodo di tempo a essere abilitati al voto (probabilmente desideravano solo essere presenti all'elezione). La famiglia Savelli era stata infatti incaricata di custodire il conclave già con papa Gregorio X, ma Giovanni Battista desiderava farlo, per la prima volta, dal suo interno.
Prospero Colonna, decano del Collegio dei cardinali e ultimo cardinale creato da papa Martino V, era indicato come probabile vincitore all'inizio del conclave. Colonna ricevette dieci voti al primo scrutinio, gli altri otto andarono al cardinale Domenico Capranica. Il giorno successivo gli aderenti al Colonna continuarono a votare per lui mentre gli altri otto tentarono di bruciare voti, senza successo, puntando la loro scelta su altri, includendo gli arcivescovi di Benevento e Firenze, allora non ancora cardinali. Colonna ebbe il supporto dei cardinali francesi ma non del popolo romano, che avrebbe preferito Niccolò d'Acciapaccio, a causa dell'uso della violenza da parte dei Colonna durante il pontificato dello zio.
Il 6 marzo dopo il primo dei due scrutini quotidiani, durante i quali il Colonna ricevette di nuovo dieci voti, Capranica prese la parola implorando due altri cardinali di assegnare il loro voto al Colonna e ricordando le varie situazioni politiche di rilevante pericolosità: l'incombente esercito di Alfonso re d'Aragona, il regno dell'antipapa Felice V, duca di Savoia. Secondo Thomas Adolphus Trollope, fratello del celebre Anthony Trollope, i cardinali definivano ironicamente il Colonna come "agnello mansueto", poiché aveva fatto man bassa, insieme ai suoi parenti, del tesoro papale dello zio Martino V e per un periodo di tempo era stato scomunicato da papa Eugenio IV.
Tommaso Parentucelli si alzò a seguito di questo discorso mentre Giovanni De Ponte, pensando che il suo collega volesse affermare la necessità di votare il Colonna, lo interruppe e chiese una proroga. A questo punto Ludovico Trevisan, adirato per la richiesta del Berardi, chiese chi avrebbe preferito eleggere. Parentucelli (equivocando le parole di Trevisan, forse di proposito), prima che il Berardi potesse rispondere, dichiarò che egli stesso avrebbe fatta sua la scelta di Berardi. "Allora, do il mio voto per te!" escalmò Berardi, una mossa che Trevisan si sentì obbligato a seguire. Uno dopo l'altro i cardinali dettero il voto a Parentucelli, con l'undicesimo voto proveniente dal "Cardinal Martino" e il dodicesimo, quello decisivo, proveniente dal "Cardinale di San Sisto".

## Collegio cardinalizio all'epoca del conclave

### Presenti in conclave
| Nome                                  | Paese                     | Titolo | Ruolo | Nascita   | Concistoro | Creato da       |
| ------------------------------------- | ------------------------- | --- | --- | --------- | ---------- | --------------- |
| Francesco Condulmer                   | Repubblica di Venezia     | Cardinale vescovo di Porto e Santa Rufina                                                                     | Arcivescovo-vescovo di Verona                                                                                                 | 1390 ca.  | 19/09/1431 | papa Eugenio IV |
| Giovanni De Ponte                     | Regno di Napoli           | Cardinale vescovo di Palestrina; Cardinale presbitero in commendam dei Santi Nereo e Achilleo                 | Penitenziere Maggiore; Decano del Collegio cardinalizio                                                                       | 1380 ca.  | 18/12/1439 | papa Eugenio IV |
| Domenico Capranica                    | Stato Pontificio          | Cardinale presbitero di Santa Croce in Gerusalemme; Cardinale diacono in commendam di Santa Maria in Via Lata | Amministratore apostolico di Fermo; Cardinale protopresbitero; Legato apostolico della Marca Anconitana                       | 1400      | 23/07/1423 | papa Martino V  |
| Niccolò d'Acciapaccio                 | Regno di Napoli           | Cardinale presbitero di San Marcello                                                                          | Arcivescovo metropolita di Capua                                                                                              | 1382      | 18/12/1439 | papa Eugenio IV |
| Giorgio Fieschi                       | Repubblica di Genova      | Cardinale presbitero di Sant'Anastasia                                                                        | Amministratore apostolico di Noli                                                                                             | 1395      | 18/12/1439 | papa Eugenio IV |
| Bessarione                            | Impero di Trebisonda      | Cardinale presbitero dei Santi XII Apostoli                                                                   | Arcivescovo titolare di Tebe                                                                                                  | 1403      | 18/12/1439 | papa Eugenio IV |
| Antão Martins de Chaves               | Regno del Portogallo      | Cardinale presbitero di San Crisogono                                                                         | Vescovo di Porto; Arciprete della Basilica di San Giovanni in Laterano                                                        | 1390/1400 | 18/12/1439 | papa Eugenio IV |
| Jean le Jeune                         | Regno di Francia          | Cardinale presbitero di San Lorenzo in Lucina                                                                 | Vescovo di Thérouanne | 1411      | 18/12/1439 | papa Eugenio IV |
| Guillaume d'Estouteville, O.S.B.Clun. | Regno di Francia          | Cardinale presbitero dei Santi Silvestro e Martino ai Monti                                                   | Amministratore apostolico di Nîmes; Arciprete della Basilica Liberiana di Santa Maria Maggiore                                | 1403      | 18/12/1439 | papa Eugenio IV |
| Juan de Torquemada, O.P.              | Regno di Castiglia e León | Cardinale presbitero di Santa Maria in Trastevere                                                             | Camerlengo del Collegio cardinalizio                                                                                          | 1388      | 18/12/1439 | papa Eugenio IV |
| Ludovico Scarampi Mezzarota           | Repubblica di Venezia     | Cardinale presbitero di San Lorenzo in Damaso                                                                 | Patriarca di Aquileia; Camerlengo di Santa Romana Chiesa; Amministratore apostolico di Cava ed abate della Santissima Trinità | 1401      | 01/07/1440 | papa Eugenio IV |
| Alfons de Borja y Cabanilles          | Corona d'Aragona          | Cardinale presbitero dei Santi Quattro Coronati                                                               | Vescovo di Valencia | 1378      | 02/05/1444 | papa Eugenio IV |
| Enrico Rampini                        | Ducato di Milano          | Cardinale presbitero di San Clemente                                                                          | Arcivescovo metropolita di Milano                                                                                             | 1390 ca.  | 16/12/1446 | papa Eugenio IV |
| Tommaso Parentucelli                  | Repubblica di Genova      | Cardinale presbitero di Santa Susanna                                                                         | Vicecamerlengo di Santa Romana Chiesa; Vescovo di Bologna                                                                     | 1397      | 16/12/1446 | papa Eugenio IV |
| Giovanni de Primis, O.S.B.Cas.        | Regno di Sicilia          | Cardinale presbitero di Santa Sabina                                                                          | Vescovo di Catania | 1399      | 16/12/1446 | papa Eugenio IV |
| Prospero Colonna                      | Stato Pontificio          | Cardinale diacono di San Giorgio in Velabro                                                                   | Cardinale protodiacono | 1410 ca.  | 24/05/1426 | papa Martino V  |
| Pietro Barbo                          | Repubblica di Venezia     | Cardinale diacono di Santa Maria Nuova                                                                        | Amministratore apostolico di Cervia; Arciprete della Basilica di San Pietro in Vaticano                                       | 1417      | 01/07/1440 | papa Eugenio IV |
| Juan de Carvajal                      | Regno di Castiglia e León | Cardinale diacono di Sant'Angelo in Pescheria; Cardinale diacono in commendam di Santa Lucia in Septisolio    | Vescovo di Plasencia | 1400      | 16/12/1446 | papa Eugenio IV |

### Assenti in conclave
| Nome                   | Paese                     | Titolo                                                     | Ruolo | Nascita  | Concistoro | Creato da               |
| ---------------------- | ------------------------- | ---------------------------------------------------------- | --- | -------- | ---------- | ----------------------- |
| Pierre de Foix, O.F.M. | Regno di Francia          | Cardinale vescovo di Albano                                | Amministratore apostolico di Comminges; Amministratore apostolico di Lescar; Rettore del Contado Venassino | 1386 ca. | 09/1414    | antipapa Giovanni XXIII |
| Juan de Cervantes      | Regno di Castiglia e León | Cardinale vescovo di Ostia e Velletri                      | Amministratore apostolico di Segovia                                                                       | 1380 ca. | 24/05/1426 | papa Martino V          |
| Henry Beaufort         | Regno d'Inghilterra       | Cardinale presbitero di Sant'Eusebio                       | Vescovo di Winchester                                                                                      | 1374 ca. | 24/05/1426 | papa Martino V          |
| John Kemp              | Regno d'Inghilterra       | Cardinale presbitero di Santa Balbina                      | Arcivescovo metropolita di York                                                                            | 1380 ca. | 18/12/1439 | papa Eugenio IV         |
| Isidoro di Kiev        | Impero bizantino          | Cardinale presbitero dei Santi Marcellino e Pietro         | Metropolita cattolico di Kiev                                                                              | 1385 ca. | 18/12/1439 | papa Eugenio IV         |
| Zbigniew Oleśnicki     | Regno di Polonia          | Cardinale presbitero di Santa Prisca                       | Vescovo di Cracovia                                                                                        | 1389     | 18/12/1439 | papa Eugenio IV         |
| Peter von Schaumberg   | Ducato di Baviera         | Cardinale presbitero di San Vitale                         | Vescovo di Augusta                                                                                         | 1388     | 18/12/1439 | papa Eugenio IV         |
| Dénes Szécsi           | Regno d'Ungheria          | Cardinale presbitero di San Ciriaco alle Terme Diocleziane | Arcivescovo metropolita di Esztergom                                                                       | 1400 ca. | 18/12/1439 | papa Eugenio IV         |